# Beech Mountain
Beech Mountain è una città degli Stati Uniti d'America situata nella Carolina del Nord, diviso tra la Contea di Watauga e la Contea di Avery.